# Nazionale maschile di hockey su prato della Tanzania
La nazionale di hockey su prato della Tanzania è la squadra di hockey su prato rappresentativa della Tanzania.

## Partecipazioni

### Mondiali
- 1971-2006 – non partecipa

### Olimpiadi
- 1908-1976 - non partecipa
- 1980 - 6º posto
- 1984-2008 - non partecipa

### Champions Trophy
- 1978-2008 – non partecipa

### Hockey African Cup of Nations
È in corso una raccolta fondi per permettere alla nazionale di Hockey su prato della Tanzania la partecipazione alla Hockey African Cup of Nations 2013. Ulteriori informazioni su hockeytanzania.com